# Guanzhuang (köpinghuvudort i Kina, Shaanxi, lat 34,90, long 108,41)
Guanzhuang (kinesiska: 官庄, 官庄镇) är en köpinghuvudort i Kina. Den ligger i provinsen Shaanxi, i den nordvästra delen av landet, omkring 83 kilometer nordväst om provinshuvudstaden Xi'an. Antalet invånare är 17 588. Befolkningen består av 8 387 kvinnor och 9 201 män. Barn under 15 år utgör 16,0 %, vuxna 15-64 år 76 %, och äldre över 65 år 7,0 %.
Runt Guanzhuang är det tätbefolkat, med 411 invånare per kvadratkilometer. Guanzhuang är det största samhället i trakten. Trakten runt Guanzhuang består till största delen av jordbruksmark.
Genomsnittlig årsnederbörd är 643 millimeter. Den regnigaste månaden är september, med i genomsnitt 150 mm nederbörd, och den torraste är december, med 1 mm nederbörd.